# Robert Zeppel-Sperl

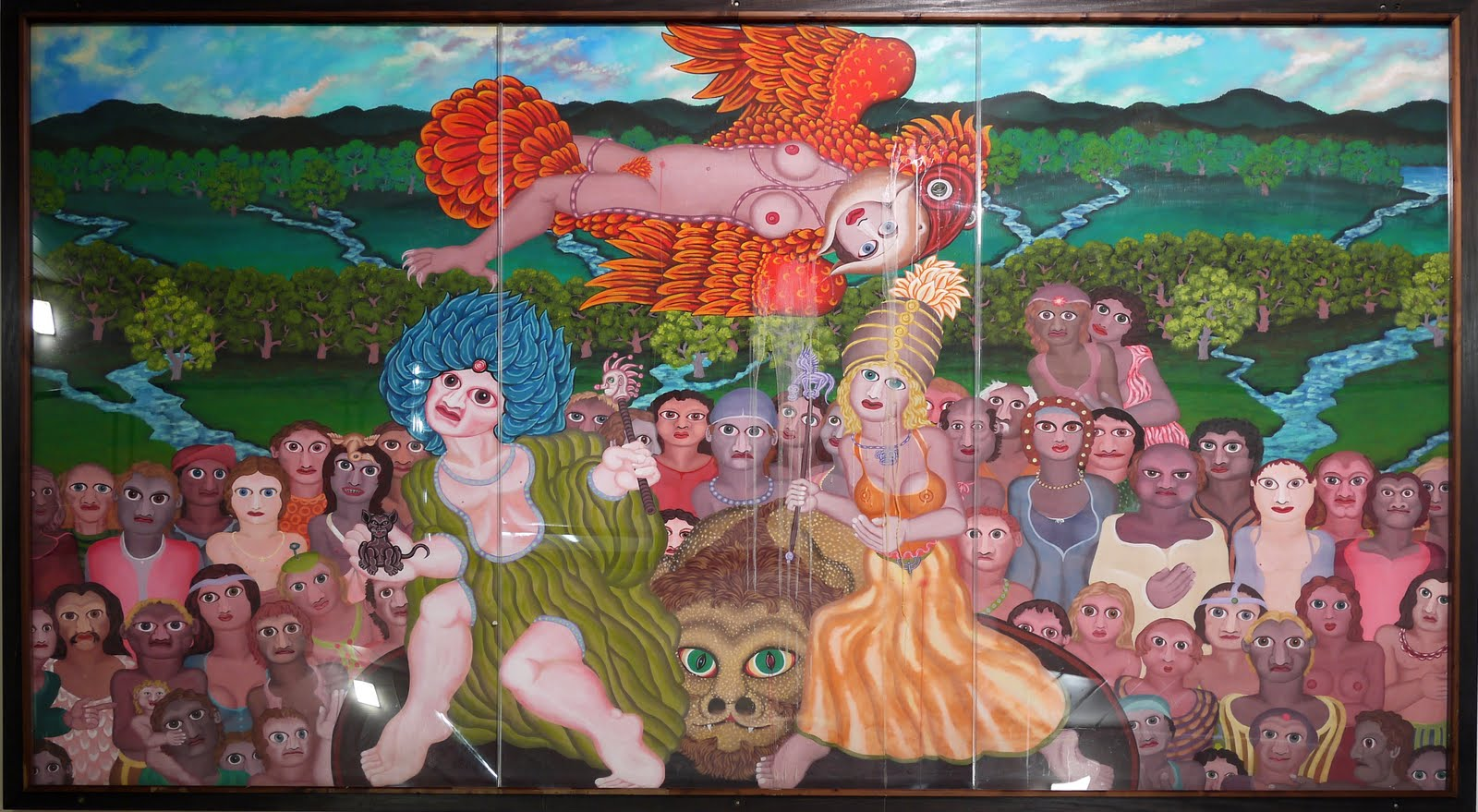
Gemälde in Block B5/B6 in Alterlaa

Robert Zeppel-Sperl (* 19. März 1944 in Leoben, Steiermark; † 25. Februar 2005 in Wien) war ein österreichischer Maler. Er war Mitglied der Wiener Secession und Mitbegründer der Wiener Künstlergruppe Wirklichkeiten.

## Biografie

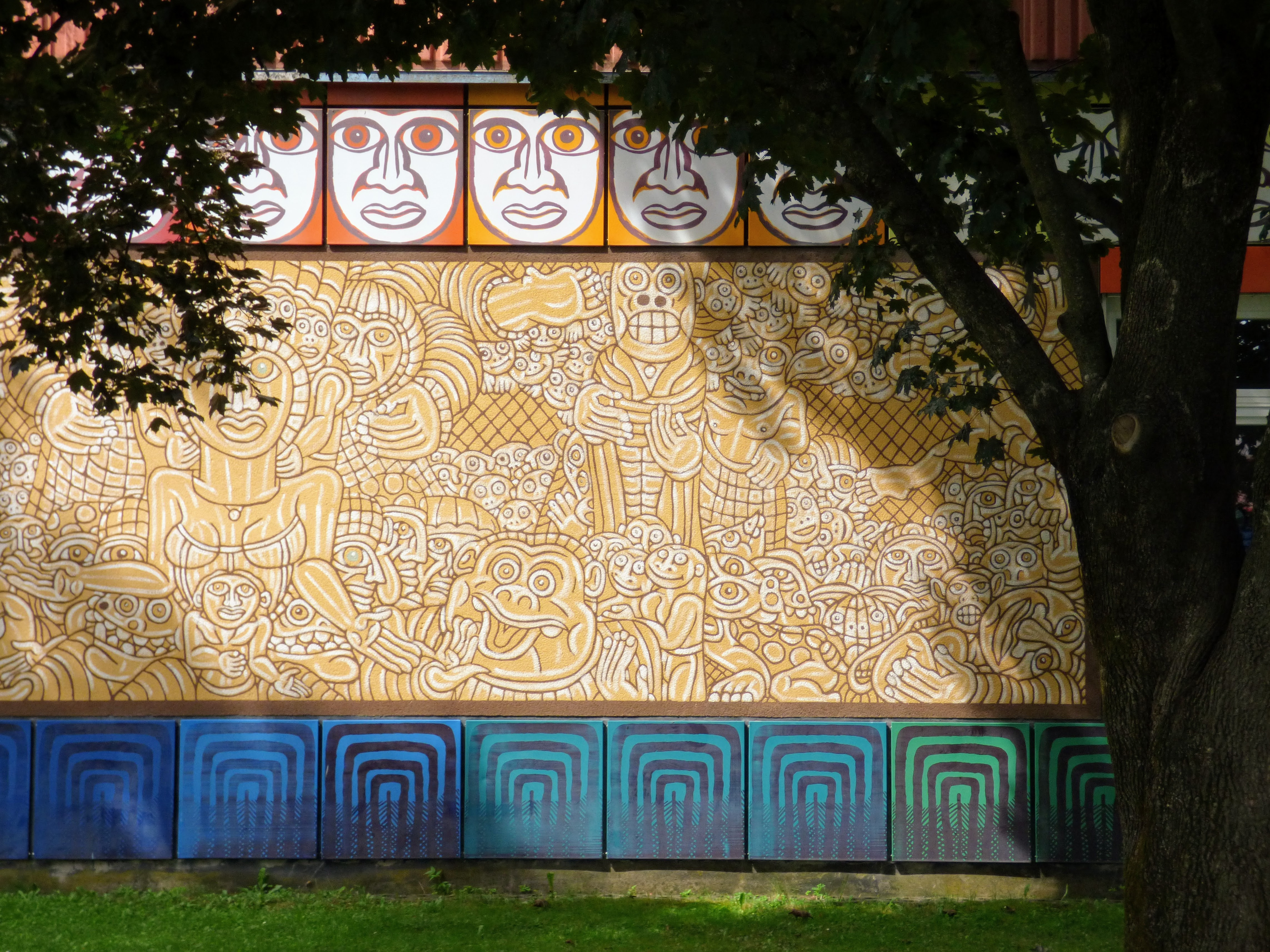
Hauptschule Bärnbach, Fassadengestaltung 1992 durch Robert Zeppel-Sperl

Robert Zeppel-Sperl studierte Anfang der 1960er-Jahre an der Akademie der bildenden Künste Wien (Professoren Maximilian Melcher und Max Weiler). Im Mai 1968 hatte er im Rahmen der legendären Sezessionsausstellung „Wirklichkeiten“ den ersten großen Erfolg.
Initiiert von Otto Breicha, verdeutlichte die Ausstellung mit 5 weiteren Künstlern (Wolfgang Herzig, Martha Jungwirth, Kurt Kocherscheidt, Peter Pongratz, Franz Ringel) den damals stattfindenden Umbruch in der österreichischen Malerei hin zu einem neuen, erweiterten Kunstbegriff.
Vor 1968 prägte der Phantastische Realismus die österreichische Identität, war so etwas wie Staatskunst. Daneben gab es die Gruppe um die Galerie nächst St. Stephan – auch die (mit Künstlern wie Hollegha, Mikl, Prachensky) nahezu eine Institution. (Die Aktionisten waren erst ab dem Juni 1968 durch die berühmte „Uni-Ferkelei“ in aller Munde.)
Dagegen lehnte sich die Gruppe „Wirklichkeiten“ auf. Robert Zeppel-Sperl: „Wir haben gesagt: Das interessiert uns nicht, wir machen unser eigenes Zeug; ohne Rücksicht auf Stilunterschiede. Rein formal habe ich ja zum Beispiel mit dem Pongratz nicht sehr viel zu tun, aber vom Kopf her schon. Das war das Wichtigere.“
Robert Zeppel-Sperl integrierte in seine Malerei Einflüsse von Alten Meistern wie z. B. Hieronymus Bosch, aber auch zeitgenössische Elemente der internationalen Kunstwelt, die sich von der damals vorherrschenden Abstraktion einer neuen Gegenständlichkeit zuwandte. Auch die Ideenwelt der Comics war ihm ein Anliegen.
Die Sujets des Flowerpower mitsamt den Beatles und freizügigen Frauengestalten, aber auch sozialkritische Themen fanden sich in seiner Bilderwelt ebenso wie das Lebensgefühl, die Fröhlichkeit und Unbekümmertheit der 1960er und frühen 70er Jahre.
1969 übersiedelte er nach Venedig, wo ab 1995 in Murano mehrere Glasskulpturen für die Glasmanufaktur Berengo entstanden. Ab 1977 lebte Zeppel-Sperl mindestens 3 Monate im Jahr in den USA, ehe er ab 1991 sein Atelier in Bali einrichtete. Seither pendelte er regelmäßig zwischen Bali, Wien und Venedig.
Die Kontakte mit neuen Orten und Kulturen brachten jeweils Veränderungen in seinem künstlerischen Schaffen, das durch einen enormen Ideenreichtum gekennzeichnet ist. So war es die Begegnung mit der balinesischen Kultur und Religion, die Robert Zeppel-Sperl ab 1989 dazu brachte sich mit neuen Motiven, aber auch neuen Techniken auseinanderzusetzen. Er begann die „Abklatschtechnik“ in seinen Bildern einzusetzen, was im Gegensatz zu der sonst angewandten, zeitintensiven Lasurmalerei stand.
Seinen Geist der Erneuerung und der Eigenständigkeit hat er schon in jungen Jahren dokumentiert.

## Zitate
„Als wir [Ringel, Pongratz und Zeppel-Sperl] zu malen begannen, gab es in Wien ganz bestimmte gegensätzliche Gruppierungen: einerseits die „Abstrakten“ in der Galerie St. Stephan und überhaupt, dann die Phantasiemalerei der Wiener Schule und dazwischen die damals schon ziemlich betagten Expressionisten. Wir aber wollten mit alledem nichts zu tun haben. Wir hatten das Gefühl, das alles sei abgelegt und ausgemalt, es konnte uns nichts mehr geben.“
„Ich erzähle in meinen Bildern zwar auch viel, aber das sind Erzählungen ohne Worte. Für mich ist das in der jetzigen Kunst eigentlich traurig, dass die Erklärungen der Kunstwerke wichtiger sind wie die Kunstwerke selbst. Ich bin immer noch der Meinung, dass ein Bild ein Bild ist und die Geschichte, die ein Bild beinhaltet, muss das Bild selbst erzählen.“

## Buchillustrationen
- Wer malt für wen? (= Et cetera, Band 11), Edition Avantypidy, Zürich / München / Wien 1969, DNB 364823178.
- Barbara Frischmuth: Polsterer, illustriert von Robert Zeppel-Sperl, Insel, Frankfurt am Main 1970, DNB 458725781.
- Elfriede Jelinek: Bukolit, Hörroman. Mit Bildern von Robert Zeppel-Sperl, herausgegeben von Vintila Ivanceanu, Rhombus, Wien 1979, ISBN 3-85394-023-4.
- Zeppel / Szusich: Bilder – Rahmen. Texte: Elfriede Jelinek und Peter Angerer, Skarabaeus, Innsbruck-Bozen-Wien 2004, ISBN 3-7082-3190-2.
- Herwig Guratzsch, Elfriede Jelinek, Sibylle Lewitscharoff: Lieblingsbilder aus der Sammlung Großhaus, König, Köln 2013, ISBN 3-86335-345-5.

## Kataloge
- Robert Zeppel-Sperl: Bilder aus der Sammlung Großhaus und Glasskulpturen aus der Sammlung Berengo, Palazzo delle Prigioni Nouve, Venedig, Hg. Hamburger Förderkreis Kunstausstellungsprojekte e. V. 2001, 207 S., ISBN 3-934065-06-61.